# Kuopervagge (Sarek)
Kuopervagge är en dalgång i Sareks nationalpark. Dalen är omkring 20 kilometer lång och sträcker sig från övre Rapadalen till gränsen mot Padjelanta. Dalgångens högsta punkt är cirka 850 meter och den lägsta är 726 meter.

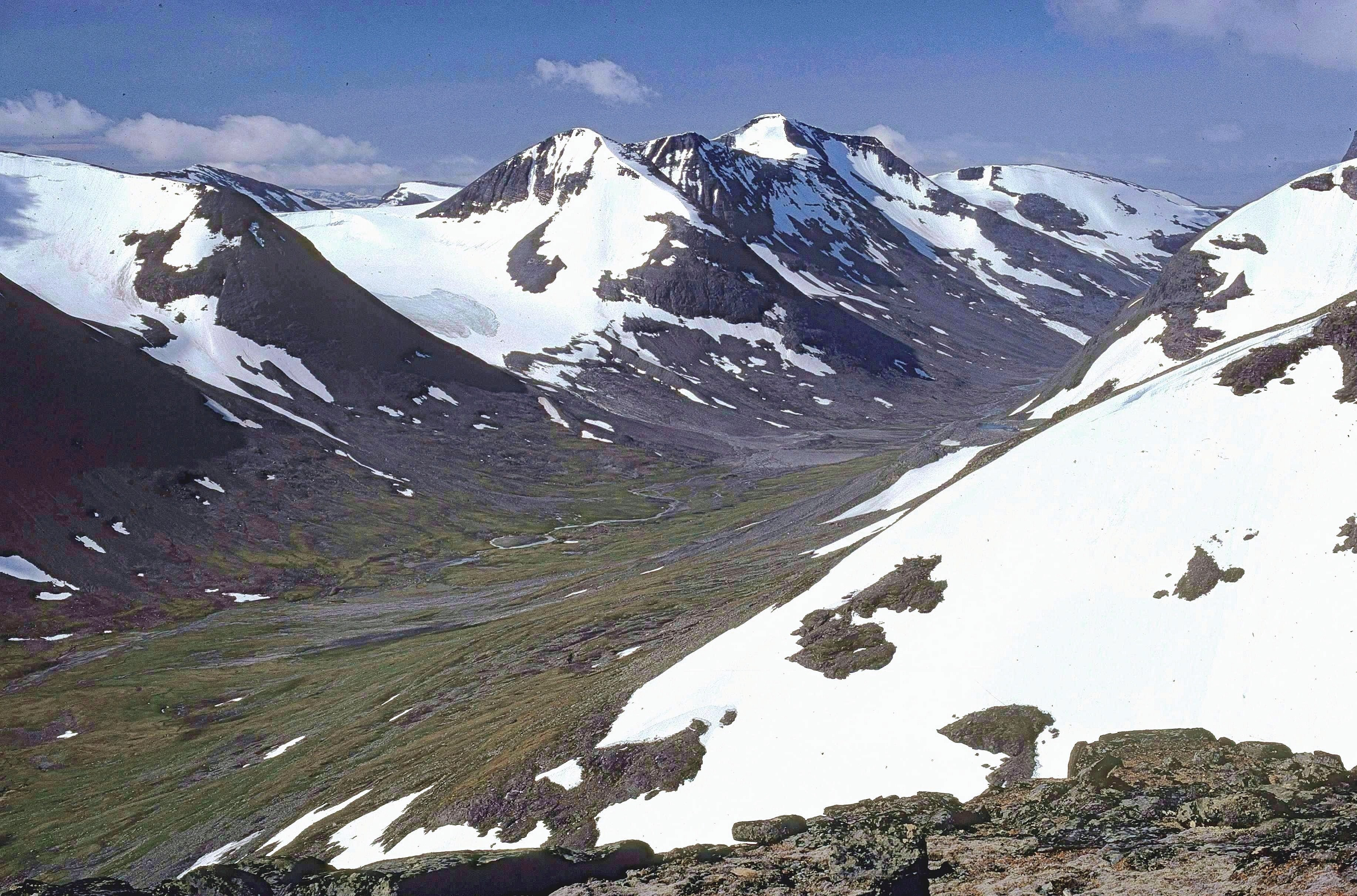
Kuopervagge sedd från Ruotesmassivet i riktning västerut
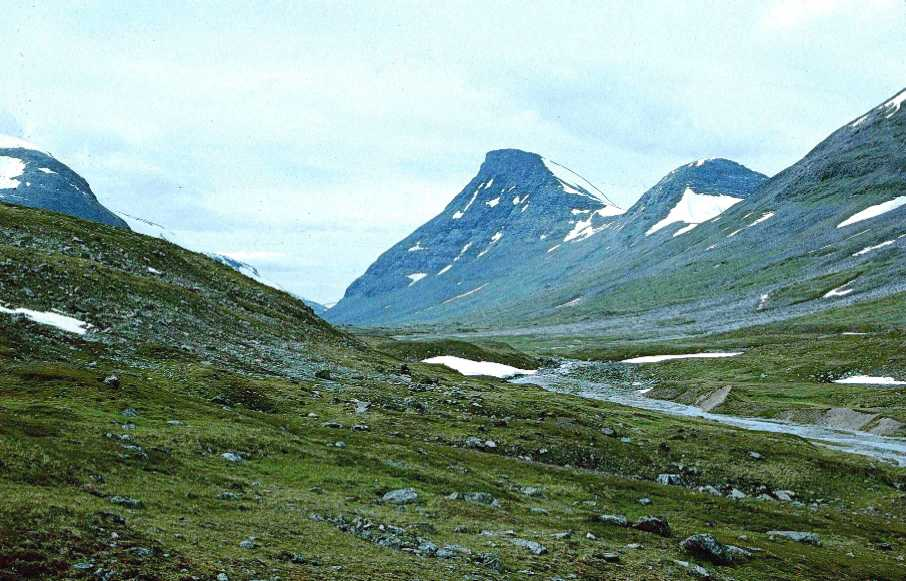
Mynningen av Kuopervagge vid övre Rapadalen